# Dana Davis
Pour les articles homonymes, voir Davis.
Dana Davis (née le 4 octobre 1978 à Davenport, Iowa, États-Unis) est une actrice américaine.
Elle est principalement connue, à la télévision, notamment pour avoir joué dans les séries Heroes (2007), 10 Things I Hate About You (2009-2010) et Franklin and Bash (2011-2013).
Au cinéma, elle joue notamment dans la comédie Raise your voice, le biopic Coach Carter et le film d'horreur Le Bal de l'horreur. Elle pratique également le doublage.

## Biographie

### Enfance et formation
Elle est violoniste et virtuose de cet instrument. Dana a obtenu un diplôme en 2001, à l'école de musique Loyola Marymount qui se trouve à Los Angeles. Elle a étudié à Davenport North High School, une université des États-Unis, Davis a également chanté avec le groupe Necessity, à cette même université.

### Carrière

#### Débuts, alternance cinéma et télévision
L'actrice commence sa carrière dans le milieu du divertissement, au début des années 2000, à la télévision. Elle fait ses armes en multipliant les apparitions dans diverses séries télévisées comme Boston Public, Malcolm, Le Monde de Joan et Phénomène Raven.
Après une participation à un court métrage, elle décroche son premier rôle, au cinéma, pour la comédie Raise your voice, une comédie familiale avec Hilary Duff en tête d'affiche, sortie en 2004. L'année d'après, elle est à l’affiche du biopic Coach Carter. Ce film raconte l'histoire vraie de Ken Carter, un entraîneur de basket-ball au lycée avec Samuel L. Jackson dans le rôle-titre, il réalise de bonnes performances au box office. 
En alternance avec ce rôle, elle continue d'intervenir dans plusieurs séries comme Point Pleasant, entre le bien et le mal, Cold Case : Affaires classées, Les Experts : Miami puis elle joue dans deux épisodes de shows, essentiellement destinés à un public d'adolescents, pour Gilmore Girls, Newport Beach et Veronica Mars.
En 2007, elle rejoint le casting récurrent de la seconde et troisième saison d'Heroes. Dans cette série, aujourd'hui encore considérée comme culte, elle interprète Monica Dawson, possédant le don de mémoire motrice spontanée. C'est la cousine de Micah, un des personnages principaux interprété par Noah Gray-Cabey.
En 2008, elle décroche un second rôle dans le film d'horreur Prom Night : Le Bal de l'horreur avec Brittany Snow, remake du film du même nom sorti en 1980. Le film accède directement à la première place du box office, lors de sa sortie, il génère près de 60 millions de dollars de recettes en fin d'exploitation, en faisant un succès public, mais a contrario, il est démoli par la critique, qualifié d'un "slasher movie prévisible qui peine à devenir mémorable",.
En 2009, après un passage sur les plateaux d'Esprits criminels et de Bones, elle décroche l'un des rôles principaux de la sitcom 10 Things I Hate About You. Cette série met en scène deux sœurs que tout oppose (Lindsey Shaw et Meaghan Jette Martin). Dana Davis incarne Chastity Church, la fille la plus populaire de l'école, capitaine des pom-pom girl, très têtue et venant d'une famille riche. Cette série est une libre adaptation de La Mégère apprivoisée de William Shakespeare. Ce rôle lui permet d'être nommée pour le NAMIC Vision Awards 2010 de la meilleure interprétation dans une comédie. Après avoir tourné une vingtaine d'épisodes, l'actrice demande à être libéré de son contrat pour se tourner vers d'autres projets, la série est arrêtée peu de temps après son départ.

#### Rôles secondaires et doublage
En 2010, Dana Davis joue les guest star le temps d'un épisode dans la série médicale Grey's Anatomy. Une expérience qu'elle renouvelle l'année d'après pour Body of Proof.
Ensuite, elle intègre la distribution principale de la série dramatique et judiciaire Franklin and Bash avec Breckin Meyer et Mark-Paul Gosselaar. Pendant trois saisons, elle occupe le rôle de Carmen Phillips avant de finalement prendre la décision de quitter la série après 30 épisodes. Parallèlement à ce tournage, elle tourne dans l'éphémère série d'animation de 9 épisodes, Motorcity.
Entre 2012 et 2017, elle continue d’enchaîner les interventions et elle apparaît notamment dans Les Experts, Glee, elle prête sa voix aux séries animées Phinéas et Ferb et La Garde du Roi lion, une expérience qu'elle va renouveler pour Star Butterfly et elle apparaît ensuite dans l'un des épisodes de la première saison de Code Black.
Elle joue également dans plusieurs téléfilms dont celui de science fiction High Moon aux côtés de Chris Diamantopoulos, Constance Wu et Jonathan Tucker, vient ensuite le drame Unveiled avec Connie Nielsen et Liam McIntyre puis, la romance Pauvre petite fille riche avec Anna Hutchison et Gail O'Grady.
Les années suivantes, elle joue les guest-star pour diverses séries comme Scorpion, 9-1-1 et The Morning Show.

## Filmographie

### Cinéma

#### Courts métrages
- 2002 : No Prom for Cindy de Charlie Adler : Kris
- 2010 : Nick of Time de Eric Haywood : Stéphanie
- 2012 : Jennifer de Mykelti Williamson : Jennifer

#### Longs métrages
- 2004 : Raise your voice de Sean McNamara : Denise
- 2005 : Coach Carter de Thomas Carter : Peyton
- 2008 : Le Bal de l'horreur (Prom Night) de Nelson McCormick : Lisa Hines
- 2018 : Beauty for Ashes de Geoff Ryan : Sasha Bradley

### Télévision

#### Séries télévisées
- 2001 : Boston Public : Marie Ronning (saison 1, épisodes 18 et 20)
- 2001 : The Steve Harvey Show : rôle inconnu (saison 5, épisode 11)
- 2001 : One on One : Meg (saison 1, épisode 7)
- 2002 : Malcolm : Chandra (saison 3, épisode 18)
- 2003 : Le Monde de Joan : Nicky (saison 1, épisode 6)
- 2004 : Phénomène Raven : Jasmine (saison 2, épisode 18)
- 2005 : Point Pleasant, entre le bien et le mal : Lucinda (saison 1, épisodes 1, 4 et 5)
- 2005 : Cold Case : Affaires classées : Mathilde Jefferson (saison 2, épisode 19)
- 2005 : Gilmore Girls : Althea (saison 5, épisode 14 et saison 6, épisode 3)
- 2005 - 2006 : Newport Beach : Madison (saison 3, épisodes 9 et 11)
- 2005 - 2006 : Veronica Mars : Cora Briggs (saison 2, épisodes 5 et 13)
- 2006 : Les Experts : Miami : Julia Hill (saison 4, épisode 16)
- 2006 - 2007 : The Nine : 52 heures en enfer : Felicia Jones (saison 1, 13 épisodes)
- 2007 : Hidden Palms : Enfer au paradis : Michelle (saison 1, épisodes 1)
- 2007 : Heroes : Monica Dawson (saison 2 et 3 - 6 épisodes)
- 2008 : Pushing Daisies : Barb (saison 2, épisode 4)
- 2009 : Esprits criminels : Andrea Harris (saison 4, épisode 12)
- 2009 : Bones : Michelle Welton (saison 4, épisode 18)
- 2009 - 2010 : 10 Things I Hate About You : Chastity Church (20 épisodes)
- 2010 : Grey's Anatomy : Gretchen (saison 7, épisode 3)
- 2011 : Body of Proof : Dora Mason (saison 2, épisode 9)
- 2011 - 2013 : Franklin and Bash : Carmen Phillips (30 épisodes)
- 2012 : Les Experts : Amanda Pedroia / Neon Kitty (saison 13, épisode 3)
- 2014 : Glee : Tesla (saison 5, épisode 15)
- 2015 : Code Black : Laura (saison 1, épisode 2)
- 2017 : Scorpion : Hadley Dine (saison 4, 2 épisodes)
- 2018 : 9-1-1 : Carrie (1 épisode)
- 2019 : The Morning Show : Christine (saison 1, épisode 8)

#### Séries d'animation
- 2012 - 2013 : Motorcity : Claire (voix, 9 épisodes)
- 2014 : Phinéas et Ferb : Jeune holly (voix, saison 4, épisode 9)
- 2016 - 2017 : La Garde du Roi lion : rôle inconnu (voix, saison 1, épisode 19 et saison 2, épisode 7)
- 2016 - 2019 : Star Butterfly : Voix additionnelle / Kelly / Lady Whosits (voix, 21 épisodes)

- 2018 - 2019 : Craig of the Creek : Kit / Voix additionnelle (voix, 10 épisodes)
- 2018 - 2019 : She-Ra et les princesses au pouvoir : Lonnie (voix, 16 épisodes)

#### Téléfilms
- 2005 : Testing Bob de Rodman Flender : Ryan
- 2009 : Une si longue absence (Relative Stranger) de Charles Burnett : Denise Clemons
- 2014 : High Moon de Adam Kane : Yama Winehart
- 2015 : Unveiled de Yves Simoneau : Garnet
- 2015 : Pauvre petite fille riche de Bradford May : Jackie Spencer
- 2019 : Inavouable tentation (Suburban Swingers Club) de Jessica Janos : Lori

## Distinctions
Sauf indication contraire ou complémentaire, les informations mentionnées dans cette section proviennent de la base de données IMDb.

### Nominations
- TV Guide Awards 2009 : Meilleure distribution pour 10 Things I Hate About You
- NAMIC Vision Awards 2010 : Meilleure interprétation dans une comédie pour 10 Things I Hate About You